# Taiyuan

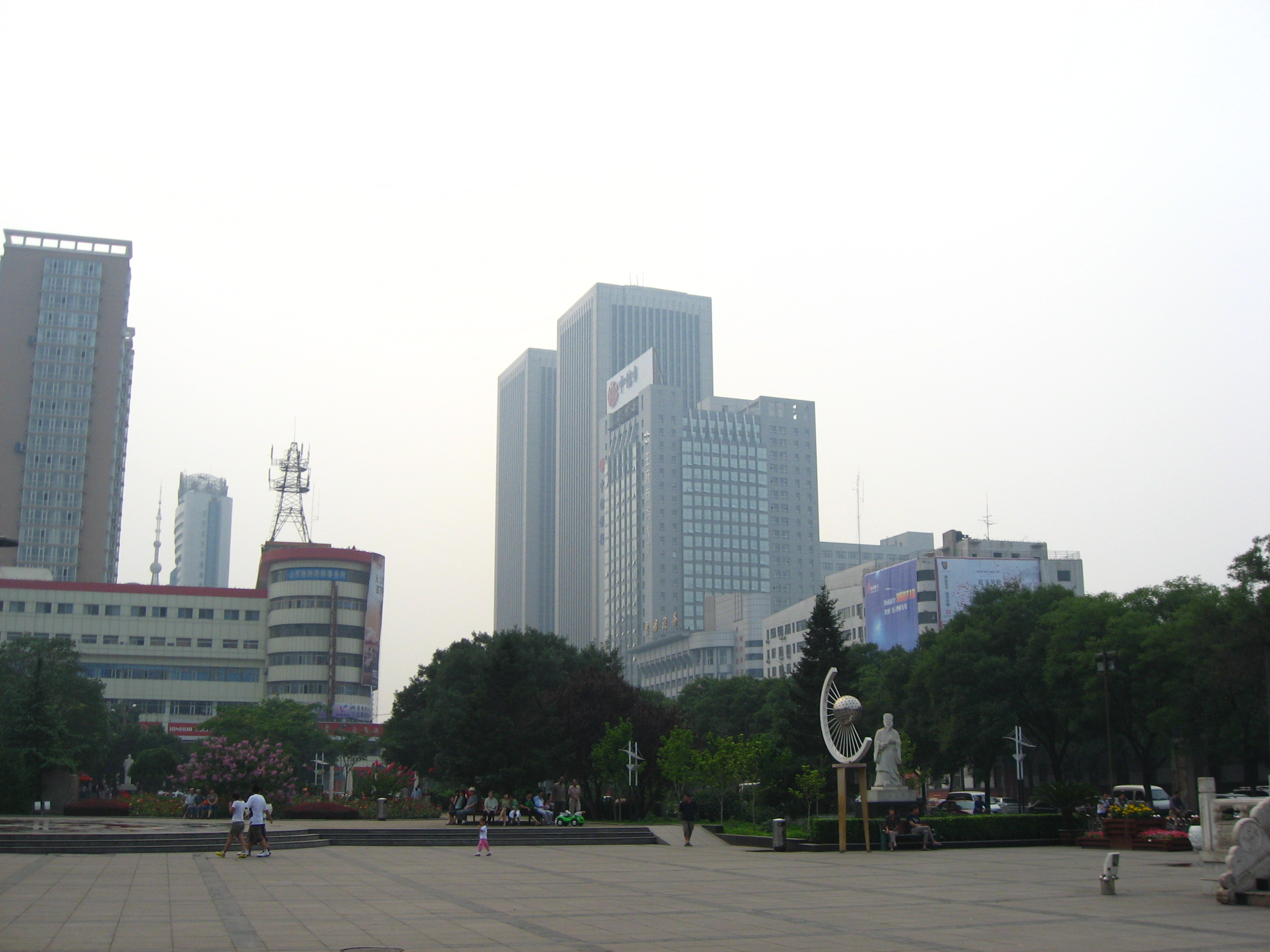
Centre de Taiyuan

Taiyuan, T'ai-yüano T'ai-yuan (/ˌtaɪjuˈɑːn/;[3] /ˈtaɪˈjwɛn/;[4] xinès: 太原; pinyin: Tàiyuán; pronunciació en mandarí: [tʰâɪ.ɥɛ̌n]; també conegut com Bīng (并), Jìny [鳘)晌] és una de les principals ciutats industrials de la Xina,i capital de la província de Shanxi. Està situada a la part nord de la conca del riu Fen. Domina la ruta de nord-sud a través del Shansi i línies de comunicació cap a les muntanyes de la provincial d'Hopeh, a l'est, i cap a Fen-yang, al nord de la província de Shensi.
Taiyuan és el centre polític, econòmic, cultural i d'intercanvi internacional de la província de Shanxi. És una base industrial centrada en l'energia i la industria química. Al llarg de la seva llarga història, Taiyuan va ser la capital o capital provisional de moltes dinasties a la Xina, d'aquí el nom de Lóngchéng (龙城; Ciutat del Drac).
A partir del 2021, la ciutat governarà 6 districtes, 3 comtats i acollirà una gran ciutat de comtat amb una superfície total de 6.988 quilòmetres quadrats i una població permanent de 5.390.957.
Taiyuan es troba aproximadament al centre de Shanxi, amb el riu Fen fluint per la ciutat central.
Taiyuan pertany al clima monsònic continental temperat càlid, amb hiverns llargs, secs i freds, estius calorosos i humits, primavera i tardor curtes i ventoses, i diferents estacions seques i humides.